# جسر قمار
جسر قمار قرية سورية صغيرة عدد سكانها حوالي 500 نسمة تقع على الحدود السورية اللبنانية، محاذية للنهر الفاصل بين سوريا ولبنان، وفيها معبر رسمي بين البلدين. وقد افتُتح فيها جسر في مايو 2009 لتيسير العبور بين البلدين.

## موقعها
تقع القرية غرب حمص على مسافة 42 كم على طريق حمص طرطوس القديم.